# Itala Mela
Itala Mela, OSB, řeholním jménem Maria della Trinità (28. srpna 1904, La Spezia – 29. dubna 1957, tamtéž) byla italská římskokatolická řeholnice, členka benediktinského řádu, teoložka a mystička. Katolická církev ji uctívá jako blahoslavenou.

## Život
Narodila se dne 28. srpna 1904 v italském městě La Spezii rodičům Pasquinu Melovi a Luigii Bianchini. Její rodiče, kteří byli ateisté, pracovali jako učitelé. Z důvodu práce svých rodičů bývala v dětství v časté péči u svých prarodičů z matčiny strany. Ti ji vedli k víře v Boha a připravovali na přijetí svátostí. Dne 9. května 1915 přijala své první svaté přijímání a dne 27. května 1915 byla biřmována.
Po smrti jejího bratra roku 1920 se však křesťanství vzdala a stala se ateistkou. Roku 1922 se však u ní křesťanská víra opět probudila. Tentýž rok nastoupila na univerzitu v Janově. Roku 1923 se stala členkou studentské federace FUCI. Ta jí umožnila setkání např. s budoucím papežem sv. Pavlem VI., nebo s budoucím kardinálem bl. Alfredem Ildefonsem Schusterem.
Dne 3. srpna 1928 zažila své první mystické prožitky. Poté následovala série dalších zjevení, během nichž zažívala stavy extáze. Roku 1929 jí byl diagnostikován zánět pohrudnice a endokarditidu. Tentýž rok se rozhodla vstoupit do benediktinského řádu a zahájila v něm svůj noviciát. Dne 4. ledna 1933 složila v Římě své řeholní sliby. Přijala řeholní jméno Maria della Trinità. Roku 1933 se vrátila do své rodné obce. Roku 1937 jí zemřela matka. Roku 1946 vedla sérii duchovních cvičení. Měla velkou úctu k Nejsvětější Trojici.
Zemřela dne 29. dubna 1957 ve svém rodném městě. Roku 1983 byly její ostatky uloženy do katedrály Krista Krále v La Spezia.

## Úcta
Její beatifikační proces započal dne 29. dubna 1968, čímž obdržela titul služebnice Boží. Dne 12. června 2014 ji papež František podepsáním dekretu o jejích hrdinských ctnostech prohlásil za ctihodnou. Dne 14. prosince 2015 byl uznán zázrak na její přímluvu, potřebný pro její blahořečení.
Blahořečena pak byla dne 10. června 2017 na náměstí v La Spezia. Obřadu předsedal jménem papeže Františka kardinál Angelo Amato.
Její památka je připomínána 29. dubna. Bývá zobrazována v řeholním oděvu.